# Mariusz Surosz
Mariusz Jacek Surosz (ur. 3 października 1963 w Świnoujściu) – polski historyk, eseista i dziennikarz.

## Życiorys
Jest synem Jana i Stanisławy. Absolwent Technikum Mechaniczno-Energetycznego w Szczecinie, potem Wydziału Historii Wyższej Szkoły Pedagogicznej w Krakowie i Wydziału Filozofii na Uniwersytecie Jagiellońskim. W połowie lat osiemdziesiątych XX wieku  był jedną z osób kolportujących na terenie szczecińskich uczelni nielegalną wówczas literaturę, w tym CDN, Tygodnik Mazowsze i inne. W latach dziewięćdziesiątych związał  się z Krakowem. Pracował w wydawnictwach książkowych, był również rzecznikiem prasowym MKS Cracovia. Od roku 2011 mieszka w Pradze, w dzielnicy Břevnov.
Jego debiutem książkowym był w 2010 roku zbiór esejów opisujących osobistości czechosłowackiej historii XX wieku, takie jak Karel Čapek, Klement Gottwald, Milada Horáková, Milena Jesenska, Jan Masaryk, Jan Patočka, Jaroslav Seifert, Frantisek Kriegel i Milan Rastislav Štefánik, zatytułowany Pepiki. Dramatyczne stulecie Czechów. Książka została też wydana w czeskim tłumaczeniu, zbierając pozytywne recenzje, była nominowana do nagrody Bestseller 2011. W 2015 roku wydał drugą książkę Ach, te Czeszki, również przełożoną na język czeski. W maju 2021 roku w wydawnictwie Czarne ukazała się jego trzecia książka Praga. Czeskie ścieżki.  
Jest autorem artykułów prasowych o historii, kulturze, wybitnych postaciach i niezwykłych wydarzeniach, poświęconych głównie historii Czechosłowacji i czesko-polskich relacji, publikowanych na łamach polskiej i czeskiej prasy, m.in.: Gazety Wyborczej, Tygodnika Powszechnego, Newsweeka i Lidovych Novin.